# Beatriz Milhazes
Beatriz Milhazes (Río de Janeiro, 1960) es una artista brasileña, conocida por su trabajo que expone imágenes culturales brasileñas y referencias a pinturas Modernistas occidentales.

## Biografía
Beatriz Milhazes es una pintora y artista brasileña de collage, es conocida por sus grandes obras y exhibiciones. Se le ha catalogado como  “la pintora más exitosa de Brasil”. Ha trabajado en el Jardín Botánico de Río de Janeiro desde entonces atendiendo el Parque Lage, escuela de arte en el borde del bosque Tijuca. Entre la escuela de arte y su estudio actual Milhazes alquiló un espacio de estudio con otros artistas de su clase en un intento de empezar una carrera
Milhazes nació en Río de Janeiro en 1960, siendo hija de un abogado y una historiadora de arte, estudió comunicación social en la Faculdades Integradas Hélio Alonso (FACHA), Río de Janeiro, de 1978 a 1981 y estudió en la Escuela de Artes visuales (Escola de Artes Visuais (EAV)), de Parque Lage, Río de Janeiro de 1980 a 1982.
Milhazes ha tenido exhibiciones individuales y grupales en una gran cantidad Museo de Arte Moderno y el Musée d'Arte Moderne de la Ville de París. De 4 al 21 de julio de 2009, el Fondation Cartier verter l'arte contemporain en París presentó una exposición importante de su trabajo.
Las pinturas de Milhazes son colecciones permanentes en muchos museos, incluyendo el Museo de Arte Moderno, el Guggenheim, el Museo Metropolitano de Arte, el Banco Itaú, y el Museo Nacional Centro de Arte Reina Sofía.
Según Jane Morriz, editor en grande del Diario de Arte, Milhazes vendió   2000 pinturas de su obra "Meu Limão" a $2.1 millones de dólares en Sotheby es, Nueva York, haciéndose de la más alta cifra hasta el momento en que una artista brasileña ha logrado vender sus obras" Milhazes está representada por Cubo Blanco, Hong Kong & de Londres y James Cohano Galería, Nueva York.

## Técnica
En la técnica de Milhazes se puede encontrar un estilo predominantemente que realza con el principio de collage, dibujando con una mezcla combinada de ambas tradiciones latinoamericanas y europeas. La mezcla cultural de su Brasil nativo es algo de lo que Milhazes es consciente y en algún grado comunica en sus pinturas junto a una notoria expresión del movimiento modernista brasileño. Muchas otras influencias provienen de su fascinación propia con las artes decorativas, moda, y geometría. Milhazes ha descrito su trabajo propio al decir “ pienso de mi trabajo como geométrico, aun así no puedo poner todo en un cuadrado o un círculo.” Su proceso desarrollado del arte que hace se desarrolló durante su extensa investigación de imprimir procesos en la década de 1980s.
Un lento pero firme proceso, el tiempo es clave para todo lo que hace Milhazes. Muchos de sus trabajos comienzan con la pintura de hojas plásticas, los cuales son entonces pegados a una tela. Estas hojas plásticas son entonces peladas fuera de la tela como una calcomanía dejando detrás su estado de pinturas. Algunos de estas hojas plásticas han sido reutilizadas por Milhazes por hasta diez años. A menudo si un motivo particular o el dibujo es bien gustado por el artista, este es mantenido, pintado de nuevo, y añadido a composiciones múltiples. Ella describe estas piezas de plásticos cariñosamente, declarando que “son impresas con una memoria, una memoria que puede causar irregularidades”. Estas irregularidades son afortunadamente aceptadas por Milhazes como algo justo que viene con su proceso de creación. En sus trabajos, Beatriz se centra en mantener una superficie lisa como opuesta a trazos gruesos de cepillo visible, siendo un tema intrigante pero lejos de integrarse a su trabajo para y su importancia. De este modo puede jugar con el varios niveles de brillo y contrastar que sus materiales proporcionan un intento aparte más allá transformar su tela. En sus palabras propias Milhazes compara su proceso al de clase trabajadora, diciendo “digo mis amigos que soy como un trabajador de banco...Vengo al estudio cinco días a la semana a hacer mi trabajo. Presto atención a los detalles e intento no hacer equivocaciones”.

## Influencia
Milhazes cree que el arte es una manera esencial para personas a estetizar y exteriorizar sus pensamientos y sentimientos. Su trabajo a menudo sirve como una exploración del concepto de conflicto. Llenado con formas y colores intensos, su trabajo sirve para inspirar un diálogo fuerte así como “movimientos de ojo desafiante sobre belleza fácil.” Milhazes También dibuja sus influencias de muchos otros artistas hembra como Sonia Delaunay, Georgia O'Keefe, y Elizabeth Murray. Milhazes ha citado en ocasiones el canon de la historia Brasileña como “Celebrando en esta celebración a las mujeres artistas como ella.”

## Temas
Temáticamente, el trabajo de Beatriz Milhazes ha sido descrito por críticos como “abstracto, aun así habiendo algo nuevo que ofrecer.” Esta descripción es algo que cree que conlleva a las personas a adentrarse en su estilo, especialmente a aquellas de una audiencia Occidental. Su trabajo es conocido por contener muchas referencias al folk brasileño, y puede ser interpretado como particularmente complejo. Estas referencias, aparentes en muchos de los colores vibrantes y formas, es a menudo asociado con la parte más pobre de la población y es generalmente pensado de poco interés a las clases superiores o intelectuales. Estas referencias hoy en día han cambiado en su significado, puesto que la élite social ha prestado principal importancia a ellos —la importancia de ser brasileño y tener arte brasileño. Encontrando la idea de una contradicción fascinante,  es otro factor que influenciasel resultado de su arte.
Su instalación Gamboa II por ejemplo, estaba fuertemente influenciada por carnavales presentes en su país nativo, Brasil, el cual incluye baile, trajes y desfiles. Estos elementos son evidentes en el trabajo con sus colores brillantes que también abraza un estilo femenino al trabajo.

## Exposiciones
Inspirada por el arquitecto de paisaje Roberto Burle Marx y la artista Beatriz Milhazes, creó Gamboa II, una instalación suspendida del techo en el Museo judío en NYC en mayo del 2016 a mediados de septiembre de 2016.